# Eleições gerais em Vanuatu em 2008
As eleições gerais de Vanuatu foram realizadas em 2 de setembro de 2008.

## Resultados
(em inglês) Resultados das eleições de Vanuatu de 2008